# Зубринець (річка)
Зубринець — річка в Україні, в Путильському районі Чернівецької області. Ліва притока Руськи (басейн Дунаю).

## Опис
Довжина струмка приблизно 5 км. Формується з багатьох безіменних струмків.

## Розташування
Бере початок на заході від перевалу Садеу. Тече переважно на південний захід і впадає у річку Руську, ліву притоку Сучави. 
Струмок перетинає автомобільна дорога Т 2609.